# Bangana musaei
Bangana musaei är en fiskart som beskrevs av Maurice Kottelat och Steiner 2011. Bangana musaei ingår i släktet Bangana och familjen karpfiskar. IUCN kategoriserar arten globalt som sårbar. Inga underarter finns listade.